# Златица (река)
Вижте пояснителната страница за други значения на Златица.
Златица е река в Северозападна България, област Монтана – община Берковица, десен приток на река Огоста (влива се в язовир „Огоста“). Дължината ѝ е 25,6 км.
Река Златица се образува от няколко малки рекички (Деленица, Селска бара, Бръкачица, Брезвица, Тунсолица и др.), извиращи от северните склонове на Берковска планина, югозападно от село Черешовица, на около 1180 м н.в. До село Котеновци тече в дълбока и залесена долина. След това долината ѝ се разширява, като десния бряг остава стръмен, а по левия има малки обработваеми площи, разположени по речните ѝ тераси. Влива се в югозападната част на язовир „Огоста“ на 186 м н.в.
Площта на водосборния басейн на реката е 117 км2, което представлява 3,7% от водосборния басейн на река Огоста.
Списък на притоците на река Златица: → ляв приток ← десен приток:
- ← Бъркачица
- → Еловица

Водите на реката се използват основно за напояване и за водобснабдяване на селата Черешовица и Котеновци.
По течението ѝ са разположени три села: Черешовица, Котеновци и Гаганица.

## Топографска карта
- Лист от карта K-34-23. Мащаб: 1 : 100 000.
- Лист от карта K-34-35. Мащаб: 1 : 100 000.